# Asocijativnost
U matematici, asocijativnost je svojstvo koje može imati binarna operacija. Aritmetičke operacije koje imaju svojstvo asocijativnosti su zbrajanje i množenje.

## Definicija
Za binarnu operaciju {\displaystyle \circ :K\times K\to K} se kaže da je asocijativna nad skupom K ako za svako {\displaystyle a,b,c\in K} vrijedi:
{\displaystyle a\circ \left(b\circ c\right)=\left(a\circ b\right)\circ c}
Iz asocijativnosti operacije {\displaystyle \circ } slijedi da u gore navedenim izrazima redoslijed operacija ne igra ulogu, te je i zapis u kojem prioritet nije naznačen jednoznačno određen:
{\displaystyle a\circ b\circ c}

## Primjeri
Neki primjeri asocijativnih operacija:
- U aritmetici, zbrajanje i množenje realnih brojeva, tj.

{\displaystyle \left.{\begin{matrix}(x+y)+z=x+(y+z)=x+y+z\quad \\(x\,y)z=x(y\,z)=x\,y\,z\qquad \qquad \qquad \quad \ \ \,\end{matrix}}\right\}{\mbox{za sve }}x,y,z\in \mathbb {R} .}
Zagrade možemo izostaviti zbog svojstva asocijativnosti.
- Zbrajanje i množenje kompleksnih brojeva i kvaterniona.

- Funkcije za najveći zajednički djelitelj te najmanji zajednički višekratnik:

{\displaystyle \left.{\begin{matrix}\operatorname {D} (\operatorname {D} (x,y),z)=\operatorname {D} (x,\operatorname {D} (y,z))=\operatorname {D} (x,y,z)\ \quad \\\operatorname {V} (\operatorname {V} (x,y),z)=\operatorname {V} (x,\operatorname {V} (y,z))=\operatorname {V} (x,y,z)\quad \end{matrix}}\right\}{\mbox{ za sve }}x,y,z\in \mathbb {Z} .}
- Presjek i unija skupova:

{\displaystyle \left.{\begin{matrix}(A\cap B)\cap C=A\cap (B\cap C)=A\cap B\cap C\quad \\(A\cup B)\cup C=A\cup (B\cup C)=A\cup B\cup C\quad \end{matrix}}\right\}{\mbox{za sve skupove }}A,B,C.}
- Množenje matrica.[1]

- Logičke operacije ILI, I, XILI te XNILI.